# Estofiel
Estofielen zijn individuen van niet-Estse afkomst die sympathie koesteren voor, of interesse tonen in, de Estse taal, literatuur, cultuur en de algemene geschiedenis van Estland. Deze term, afgeleid van het Oudgriekse woord "filos" wat "geliefd" of "liefhebbend" betekent, verwijst naar een groep mensen die zich toewijden aan het bevorderen en begrijpen van de Estse identiteit. De geschiedenis van de Estofiele beweging is met name opmerkelijk en speelde een cruciale rol in de culturele ontwikkeling van Estland.
De oorsprong van de Estofiele beweging gaat terug tot de late 18e tot het begin van de 19e eeuw, een periode waarin lokale Baltisch-Duitse geleerden in Estland begonnen met het documenteren en bevorderen van de Estse cultuur en taal. Deze periode staat bekend als de Estofiele Verlichtingsperiode (1750-1840), een tijd van intellectuele en culturele bloei waarin Verlichtingsideeën van vrijheid en gelijkheid werden geïntroduceerd door opgeleide Duitse immigranten en lokale Baltisch-Duitse inwoners.
De Estofiele beweging reageerde op de onderdrukking van de Estse taal die plaatsvond sinds de Noordelijke Kruistochten in de 13e eeuw. Gedurende deze periode werd de Estse taal geleidelijk verdrongen door het Middelhoogduits en later Hoogduits, vooral in steden, handel en onder invloedrijke landeigenaren. De opkomst van de Estofielen was een reactie op deze linguïstische onderdrukking en een streven naar het behoud en de promotie van de Estse taal en cultuur.
De Franse Revolutie diende als een inspiratiebron voor de Estofielen, en de afschaffing van lijfeigenschap in de vroege 19e eeuw in Estland leidde tot debatten over de toekomst van de landelijke bevolking. Terwijl sommige Baltisch-Duitsers een fusie met Esten voorstonden, bewonderde de opgeleide Estofiele klasse de oude Estse cultuur en vrijheid vóór de 13e-eeuwse veroveringen door Denen en Duitsers.
De ideeën van Johann Gottfried Herder, met zijn nadruk op volksliederen en folklore, beïnvloedden sterk de Estofielen. Dit resulteerde in de oprichting van wetenschappelijke genootschappen, publicatie van leerboeken en literaire werken, waaronder het epische Kalevipoeg dat gebaseerd was op Estse volksverhalen.
Prominente Estofielen zoals Otto Wilhelm Masing en Garlieb Merkel speelden een sleutelrol in de verspreiding van de Estofiele ideeën. De oprichting van de Litterarum Societatis Esthonicae in 1838 markeerde een belangrijk moment, waarbij geleerden als Friedrich Robert Faehlmann en Friedrich Reinhold Kreutzwald betrokken waren.
Hoewel de betekenis van Estofielen in de loop der tijd is afgenomen, blijven sommige individuen, zelfs in de moderne tijd, zich inzetten voor het behoud en de studie van de Estse taal en cultuur. Organisaties zoals het Tuglas Genootschap in Finland blijven actief in het ondersteunen van Estofielen en het bevorderen van de Estische literatuur. Bovendien biedt het Estische Instituut jaarlijks een studiebeurs aan om onderzoek en studies naar de Estse taal en cultuur te bevorderen. De Estofiele beweging heeft een blijvende impact gehad op de culturele identiteit van Estland en heeft bijgedragen aan de erkenning en waardering van de Estse taal en cultuur.